# Gazeta Uliczna Kontra
Gazeta Uliczna Kontra - gazetka uliczna radomskiej Konfederacji Polski Niepodległej drukowana przez Radomską Oficynę Wydawniczą (ROW) im. Jacka Jerza i kolportowana na terenie Radomia i ówczesnego województwa radomskiego w formie ulotkowej – wręczana przez działaczy Organizacji Młodzieżowej KPN bezpłatnie do ręki przechodniom i pasażerom na przystankach i dworcach, w autobusach miejskich i PKS, pociągach, przed zakładami pracy oraz w innych ruchliwych miejscach. Na bieżąco informowała o najważniejszych i najpilniejszych tematach i wydarzeniach politycznych w kraju i regionie.
W sumie wydano 28 numerów pisma – jego pierwszy numer ukazał się 9 grudnia 1989, zaś ostatni 14 września 1990. Gazeta wydawana była metodą powielaczową, pisana na matrycach białkowych, drukowana na zielonkawo-niebieskim papierze offsetowym. Łączny nakład wszystkich numerów osiągnął co najmniej 103.000 egzemplarzy – nakłady poszczególnych numerów (od 2000 do nawet 12.000 egzemplarzy) uzależnione były od wytrzymałości danej matrycy (drukowano do chwili jej rozpadnięcia się). Pismo z założenia tworzone było w celu jak najszybszego przekazania pilnych bieżących informacji - niektóre numery doczekały się uaktualnień treści informacyjnych w ciągu zaledwie kilku godzin (co oznaczano literami jako kolejne wydania - np. wydanie B), a objętość wahała się od 1 strony formatu A5 do 4 stron formatu A4. Głównymi autorami publikowanych treści byli Dariusz Sońta i Krzysztof Bińkowski, który był również jej wydawcą.